# Naučná stezka Prahy 3
Naučná stezka Prahy 3 je neznačená naučná stezka v Praze 3 v Žižkově a okrajově i ve Vinohradech. Geograficky se také nachází v okolí kopců Křížek a Vítkov v geomorfologickém celku Pražská plošina.

## Historie a popis
Naučná stezka Prahy 3 byla postavena v roce 2021 a na 20 informačních panelech informuje o vybraných místech Prahy 3. Zaměření je na historii, urbanismus, významné osobnosti a události v Praze 3. Panely nejsou číslovány, délka celé stezky je cca 10 km a část stezky lze také absolvovat tramvají.
| Název informačního panelu              | umístění informačního panelu                                                 |
| -------------------------------------- | ---------------------------------------------------------------------------- |
| Na hranici Žižkova                     | Husitská ulice                                                               |
| Dolní Žižkov                           | Prokopova ulice, roh s Rokycanovou                                           |
| Vzhůru na Vítkov                       | Tachovské náměstí                                                            |
| A přišla asanace                       | Komenského náměstí                                                           |
| Secese pod Vrchem sv. Kříže            | Jeseniova ulice nároží proti kostelu sv. Anny                                |
| Ohrada a okolí                         | Park                                                                         |
| Na rozhraní Žižkova a Vysočan          | Parčík nároží v blízkosti zastávky tramvaje Vozovna Žižkov                   |
| Když se řekne Jarov                    | Parčík před kolejemi VŠE                                                     |
| Nákladové nádraží Žižkov               | Rohový parčík v Jana Želivského proti NNŽ                                    |
| Hřbitovy                               | U sv. Rocha, v parku na straně Jičínské ulice                                |
| Zmizelé Olšany                         | Zeleň a záhon proti Olšance, před parterem paneláku v Olšanské               |
| Duchovní život Žižkova                 | Atrium na Žižkově zeleň v předpolí                                           |
| Kontrasty                              | Fibichova, okraj parku u starého židovského hřbitova                         |
| Náměstí Jiřího z Poděbrad              | Náměstí Jiřího z Poděbrad jižní část před kostelem na okraji travnaté plochy |
| Horní Žižkov                           | Parčík Škroupova náměstí                                                     |
| Radnice                                | Parčík Havlíčkova náměstí                                                    |
| Kostel sv. Prokopa a okolí             | Parčík, na nároží Sladkovského náměstí a Čajkovského ulice                   |
| Nostalgie pavlačových domů             | Kostnické náměstí parčík, u schodů                                           |
| Hurá na Viktorku!                      | U bočního vchodu na stadion ze Siwiecovy ulice                               |
| První pražský „mrakodrap“ a jeho okolí | Na okraji nám. W. Churchilla ze Seifertovy ulice                             |

## Další informace
Naučná stezka je celoročně volně přístupná.